# For Those Who Have Heart
For Those Who Have - другий студійний альбом американського рок-гурту A Day to Remember, та їх перший - для лейблу Victory. Він був випущений 22 січня 2007 року Victory.  Що стосується альбому, у гурту з'явився новий барабанщик Alex Shelnutt, який замінив собою Bobby Scruggs. Альбом записаний під номером 17 на діаграмі альбомів Heatseekers в США. Музичний ролик на пісню "The Plot to Bomb the Panhandle" був опублікований через місяць. Перед випуском декілька пісень з альбому з’явились у профілі гурту на MySpace. Записаний на Zing Studios продюсером Eric Arena, альбом був перевиданий у лютому 2008 року, з додатковими треками та бонусним DVD. На DVD був показаний виступ гурту на прямому ефірі в рідному місті гурту Capitol, Окала, штат Флорида. У тому ж самому місяці було випущено музичний кліп на пісню " The Danger in Starting a Fire ", а музичний кліп на "Since U Been Gone", який був переданий на MySpace групу, вийшов у липні. Who Have Heart, був добре сприйнятим музичними критиками

## Треклист
1. Fast Forward to 2012 – 1:33
2. Speak of the Devil – 3:24
3. The Danger in Starting a Fire – 3:03
4. The Plot to Bomb the Panhandle – 4:04
5. Monument – 3:48
6. The Price We Pay – 2:43
7. Colder Than My Heart, If You Can Imagine – 4:03
8. Show 'Em the Ropes – 3:23
9. A Shot in the Dark – 3:52
10. Here's to the Past – 3:59
11. I Heard It's the Softest Thing Ever – 4:06
12. Start the Shooting – 4:44